# Megachile senex
Megachile senex är en biart som beskrevs av Smith 1853. Megachile senex ingår i släktet tapetserarbin, och familjen buksamlarbin. Inga underarter finns listade i Catalogue of Life.